# 14584 Lawson
14584 Lawson eller 1998 RH63 är en asteroid i huvudbältet som upptäcktes den 14 september 1998 av LINEAR i Socorro County, New Mexico. Den är uppkallad efter Melissa Lawson.
Asteroiden har en diameter på ungefär 3 kilometer.